# Blodordenen
Blodordenen (Blutorden) er en tysk udmærkelse fra Det Tredje Rige, officielt navn er Medaille zur Erinnerung an den 9. November 1923 (Medalje til minde om 9. november 1923).

## Historie
Medaljen blev uddelt af Adolf Hitler i marts 1934 til personer som deltog i Ølkælderkuppet som var blevet medlem af NSDAP før januar 1932. I 1938 blev udmærkelsen udvidet til at kunne blive tildelt personer, der: havde siddet i fængsel for nationale socialistiske aktiviteter før 1933, havde fået dødsstraf, senere konverteret til livstidsdomme for nationale socialistiske aktiviteter før 1933 eller var blevet alvorligt såret i partiets tjeneste før 1933.

## Design
Medaljen er rund i massivt sølv. På advers er en ørn som holder en krans med datoen 9. november i kløerne. På højre side står er indskriften: "München 1923-1933". På revers er billedet af Feldherrnhalle i München med et hagekors over. Øverst står indskriften: "UND IHR HABT DOCH GESIEGT" (og du sejede alligevel). Alle medaljer blev markeret med tallet + nummer 800 i bunden af bagsiden.

## Modtager nr. 1–10
| Nummer      | Navn              |
| ----------- | ----------------- |
| uden nummer | Adolf Hitler      |
| 1           | Ernst Röhm        |
| 2           | Rudolf Hess       |
| 3           | Heinrich Himmler  |
| 4           | Josef Seydel      |
| 5           | Fritz von Kraußer |
| 6           | Emil Ketterer     |
| 7           | Wilhelm Brückner  |
| 8           | Adolf Hühnlein    |
| 9           | Joseph Berchtold  |
| 10          | Sepp Dietrich     |

## Andre modtagere af medaljen
- Eleonore Baur
- Ernst Kaltenbrunner
- Hermann Kriebel
- Emil Maurice
- Alfred Rosenberg